# Agriopodes geminata
Agriopodes geminata là một loài bướm đêm thuộc họ Noctuidae. Nó được tìm thấy ở Saskatchewan và Manitoba.

## Hình ảnh

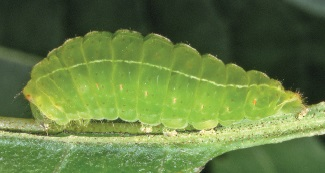